# Poecilocryptus nigromaculatus
Poecilocryptus nigromaculatus är en stekelart som beskrevs av Cameron 1901. Poecilocryptus nigromaculatus ingår i släktet Poecilocryptus och familjen brokparasitsteklar. Inga underarter finns listade i Catalogue of Life.